# Hospital de San Juan de Dios (Granada)
El Hospital San Juan de Dios es un edificio de la ciudad española de Granada, construido junto a la basílica de San Juan de Dios que alberga el hospital de San Rafael de la Orden Hospitalaria de San Juan de Dios.

## Historia
El Hospital de San Juan de Dios es un edificio renacentista construido entre los siglos XVII y XVIII, por la Orden Hospitalaria de San Juan de Dios, entró en funcionamiento como hospital en 1553.
El edificio fue confiscado en la Desamortización de Mendizábal en 1835.
Durante muchos años la Orden de San Juan de Dios intentó recuperar la propiedad del edificio que fundaron, hasta que en mayo de 2015 la Diputación Provincial de Granada aprobó la propuesta de la cesión total.